# Haploa colona
Haploa colona är en fjärilsart som beskrevs av Jacob Hübner 1804. Haploa colona ingår i släktet Haploa och familjen björnspinnare. Inga underarter finns listade i Catalogue of Life.